# Massimo Righi
Massimo Righi (* 10. Mai 1935 in Rom; † 17. September 1983 ebenda) war ein italienischer Schauspieler.

## Leben
Righi war von 1959 bis 1979 in fünfunddreißig Filmen zu sehen; meist spielte der blonde, recht kleine, schüchtern wirkende Schauspieler zwielichtige Figuren oder sadistische Muttersöhnchen. Neben seinem Auftritt in Mario Bavas Blutige Seide war er unter dem Pseudonym Max Dean in acht Italowestern zu sehen. Unzufrieden mit seiner Karriere verließ er vorübergehend 1971 und endgültig Ende der 1970er Jahre das Geschäft.

## Filmografie (Auswahl)
- 1961: Barabbas (Barabba)
- 1961: Maciste, der Sohn des Herkules (Maciste nella terra dei ciclopi)
- 1961: Die Nächste bitte! (Il mantenuto)
- 1962: Pirat der sieben Meere (Il dominatore dei setti mari)
- 1963: Die drei Gesichter der Furcht (Il tre volti della paura)
- 1964: Blutige Seide (Sei donne per l’assassino)
- 1965: Adios Gringo (Adiós gringo)
- 1965: Ein Loch im Dollar (Un dollaro bucato)
- 1965: Planet der Vampire (Terrore nello spazio)
- 1965: Das verräterische Auge (Berlino: Appuntamento per le spie)
- 1966: The Beckett Affair (L'affare Beckett)
- 1966: Jonny Madoc (Due once di piombo)
- 1966: Die Mörderklinik (La lama nel corpo)
- 1966: Das rote Phantom schlägt zu (Superargo contro Diabolikus)
- 1967: Die sich in Fetzen schießen (Dio non paga il sabato)
- 1967: 100.000 verdammte Dollar (Voltati… ti uccido)
- 1967: Mike Morris jagt Agenten in die Hölle (Il raggio infernale bzw. Nido de espias)
- 1968: Bekreuzige Dich, Fremder (Straniero… fatti il segno della Croce!)
- 1968: Il pistolero segnato da Dio
- 1968: Sie nannten ihn King (Caccia ai violenti)
- 1969: Königstiger vor El Alamein (La battaglia di El Alamein)
- 1969: War Devils – Die Kriegsteufel kommen (I diavoli della guerra)
- 1970: Robin Hood, der Befreier (Il magnifico Robin Hood)
- 1970: Churchills Leoparden (I leopardi di Churchill)
- 1971: Marschbefehl zur Hölle (Il sergente Klems)
- 1978: Star Odyssey (Sette uomini d'oro nello spazio)
- 1978: Krieg der Roboter (La guerra dei robot)